# Censo de los Estados Unidos de 1840
El censo de Estados Unidos de 1840 fue el sexto censo realizado en Estados Unidos. Se llevó a cabo el 1 de junio de 1840 y dio como resultado una población de 17 069 453 personas, de las cuales 2 487 355 eran esclavos.

## Realización
El trabajo de realizar el censo fue asignado por el Congreso de los Estados Unidos al Cuerpo de Alguaciles de Estados Unidos. El censo fue realizado por casa en lugar de ser por ciudadano. En cada casa se realizaron las siguientes preguntas:
- Nombre del jefe de familia
- Número de hombres blancos, clasificados por edad cada cinco años hasta los veinte años, cada diez años hasta los 100 años y mayores de 100 años
- Número de mujeres blancas, clasificadas por edad cada cinco años hasta los veinte años, cada diez años hasta los 100 años y mayores de 100 años
- Número de hombres esclavos, clasificados por edad de menores de 10 años, de 10 a 24 años, de 24 a 36 años, de 36 a 55 años, de 55 a 100 años y mayores de 100 años
- Número de mujeres esclavas, clasificadas por edad de menores de 10 años, de 10 a 24 años, de 24 a 36 años, de 36 a 55 años, de 55 a 100 años y mayores de 100 años
- Número de hombres negros libertos, clasificados por edad de menores de 10 años, de 10 a 24 años, de 24 a 36 años, de 36 a 55 años, de 55 a 100 años y mayores de 100 años
- Número de mujeres negras libertas, clasificadas por edad de menores de 10 años, de 10 a 24 años, de 24 a 36 años, de 36 a 55 años, de 55 a 100 años y mayores de 100 años
- Total de habitantes en la casa
- Número de pensionados de la guerra de Independencia o del servicio militar, incluyendo nombre y edad
- Número de personas blancas sordas, mudas, ciegas, idiotas o locas clasificadas por edad de menores de 14, de 14 a 25 y mayores de 25; y clasificadas por si están bajo cuidado público o particular
- Número de personas negras sordas, mudas, ciegas, idiotas o locas, sin distición de edad y clasificadas por si están bajo cuidado público o particular

También se preguntó la cantidad de personas por casa dedicadas a alguno de los siguientes trabajos:
- Minería
- Agricultura
- Comercio
- Manufactura e intercambio
- Navegación oceánica
- Navegación en canales, lagos y ríos
- Artes liberales (teología, derecho o medicina) o ingeniería

Igualmente se preguntó por cantidad de centros educativos y sus estudiantes:
- Número de universidades o colegios y número de sus estudiantes
- Número de academias o Grammar school y número de sus estudiantes
- Número de escuelas primarias o Common school y número de sus estudiantes
- Número de graduados dedicados al trabajo público
- Número de personas blancas analfabetas mayores de 20 años

### Controversia de las estadísticas de problemas mentales
Este fue el primer censo en tener un apartado especial para registrar problemas mentales. Siguiendo la costumbre de la época se clasificó a las personas con algún tipo de trastorno psicológico como «locos» y a los que tenían una discapacidad intelectual como «idiotas». Como resultado, el censo mostró que las personas negras en los estados donde la esclavitud estaba abolida tenían mayor incidencia de padecimientos mentales respecto a los que vivían en estados donde se permitía la esclavitud. Este resultado fue usado por los defensores de la esclavitud como una muestra de que la privación de la libertad era benéfica para los negros, reduciendo su posibilidad de desarrollar problemas mentales. Mientras que los abolicionistas reclamaron la inexactitud de las estadísticas. Entre los puntos más criticados estuvo la falta de claridad en el significado de las palabras «loco» e «idiota», pues las personas eran catalogadas a juicio del censista y no a través de un estudio objetivo. También se cuestionó la dificultad de llevar correctamente la contabilidad de las más de 70 preguntas por familia que debía realizar el censista, que podía llegar a anotar los números en la columna errónea o equivocarse al momento de hacer las sumatorias. En varios casos había familias que reportaban tener «negros lunáticos» en su casa pero simultáneamente se informaba que esa familia no tenía a ninguna persona negra en su domicilio.
En 1845 la Sociedad Médica de Massachusetts buscó comprobar la afirmación del censo de que había 171 «negros lunáticos» en Massachusetts en 1840. Tras interrogar a todas las familias listadas en el censo como integradas por al menos una persona de estas características, concluyeron que la cifra real era de solo veinte. Adicionalmente descubrieron que en algunos casos se había clasificado erróneamente a las personas blancas con trastornos mentales en las columnas para personas negras con los mismos trastornos.

## Preservación de los datos
Casi la totalidad de los documentos originales del censo se han conservado. Los únicos archivos de este censo que se han perdido son los correspondientes al Condado de Clarendon, Carolina del Sur.

## Resultados
| Posición | Estado                  | Población  |
| -------- | ----------------------- | ---------- |
| 1        | Nueva York              | 2 428 921  |
| 2        | Pensilvania             | 1 724 033  |
| 3        | Ohio                    | 1 519 467  |
| 4        | Virginia                | 1 464 334  |
| 5        | Tennessee               | 829 210    |
| 6        | Kentucky                | 779 828    |
| 7        | Carolina del Norte      | 753 419    |
| 8        | Massachusetts           | 737 699    |
| 9        | Georgia                 | 691 392    |
| 10       | Indiana                 | 685 866    |
| 11       | Carolina del Sur        | 594 398    |
| 12       | Alabama                 | 590 756    |
| 13       | Maine                   | 501 793    |
| 14       | Illinois                | 476 183    |
| 15       | Maryland                | 470 019    |
| 16       | Misuri                  | 383 702    |
| 17       | Misisipi                | 375 651    |
| 18       | Nueva Jersey            | 373 306    |
| 19       | Luisiana                | 352 411    |
| 20       | Connecticut             | 309 978    |
| 21       | Vermont                 | 291 948    |
| 22       | Nueva Hampshire         | 284 574    |
| 23       | Míchigan                | 212 267    |
| 24       | Rhode Island            | 108 830    |
| 25       | Arkansas                | 97 574     |
| 26       | Delaware                | 78 085     |
| 27       | Territorio de Florida   | 54 477     |
| 28       | Territorio de Iowa      | 43 112     |
| 29       | Distrito de Columbia    | 33 745     |
| 30       | Territorio de Wisconsin | 30 945     |
| Total    | Total                   | 17 069 453 |

## Ciudades más pobladas
| Posición | Ciudad             | Estado               | Población |
| -------- | ------------------ | -------------------- | --------- |
| 1        | Nueva York         | Nueva York           | 312 710   |
| 2        | Baltimore          | Maryland             | 102 313   |
| 3        | Nueva Orleans      | Luisiana             | 102 193   |
| 4        | Filadelfia         | Pensilvania          | 93 665    |
| 5        | Boston             | Massachusetts        | 93 383    |
| 6        | Cincinnati         | Ohio                 | 46 338    |
| 7        | Brooklyn           | Nueva York           | 36 233    |
| 8        | Northern Liberties | Pensilvania          | 34 474    |
| 9        | Albany             | Nueva York           | 33 721    |
| 10       | Charleston         | Carolina del Sur     | 29 261    |
| 11       | Spring Garden      | Pensilvania          | 27 849    |
| 12       | Southwark          | Pensilvania          | 27 548    |
| 13       | Washington         | Distrito de Columbia | 23 364    |
| 14       | Providence         | Rhode Island         | 23 171    |
| 15       | Kensington         | Pensilvania          | 22 314    |
| 16       | Louisville         | Kentucky             | 21 210    |
| 17       | Pittsburgh         | Pensilvania          | 21 115    |
| 18       | Lowell             | Massachusetts        | 20 796    |
| 19       | Rochester          | Nueva York           | 20 191    |
| 20       | Richmond           | Virginia             | 20 153    |